# Morong (Rizal)
Morong is een gemeente in de Filipijnse provincie Rizal op het eiland Luzon. Bij de laatste census in 2010 telde de gemeente ruim 52 duizend inwoners.

## Geografie

### Bestuurlijke indeling
Morong is onderverdeeld in de volgende 8 barangays:
- Bombongan
- Can-Cal-Lan
- Lagundi
- Maybancal
- San Guillermo
- San Jose
- San Juan
- San Pedro

## Demografie
Morong had bij de census van 2010 een inwoneraantal van 52.194 mensen. Dit waren 1.656 mensen (3,3%) meer dan bij de vorige census van 2007. Ten opzichte van de census van 2000 was het aantal inwoners gegroeid met 9.705 mensen (22,8%). De gemiddelde jaarlijkse groei in die periode kwam daarmee uit op 2,08%, hetgeen hoger was dan het landelijk jaarlijks gemiddelde over deze periode (1,90%).

De bevolkingsdichtheid van Morong was ten tijde van de laatste census, met 52.194 inwoners op 37,58 km², 1388,9 mensen per km².